# Andrew O'Connor (escultor)
Andrew O'Connor (1874 - 1941) , fue un escultor de estadounidense-irlandés cuyas obras están presentes en museos de Estados Unidos, Gran Bretaña y Francia.

## Datos biográficos
Andrew Junior O'Connor nació en Worcester, Massachusetts, y murió en Dublín. Su padre fue el escultor, también Andrew O'Connor (1846-1924), conocido como Andrew senior. Durante un tiempo estuvo en el estudio londinense del pintor John Singer Sargent, y más tarde trabajó para los arquitectos, McKim, Mead & White en Estados Unidos y con el escultor Daniel Chester French. Se instaló en París en los primeros años del siglo XX, expuso anualmente en el Salón de París. En 1906 fue el primer escultor extranjero en ganar la medalla de Segunda Clase por su estatua del general Lawton Henry Ware, actualmente expuesta en el Garfield Park de Indianápolis. En 1928 logró una distinción similar al ser galardonado con la Medalla de Oro por su Tristán e Isolda, un grupo de mármol actualmente expuesto en el Museo de Brooklyn .
Una serie de moldes de yeso se conservan en la Hugh Lane Municipal Gallery de Dublín y hay obras suyas en la Tate Britain londinense,  en el Museo de Arte Walters en Baltimore, la Galería de Arte Corcoran, el Metropolitan Museum of Art y el Musée d'Art Moderne de París.

## Obras

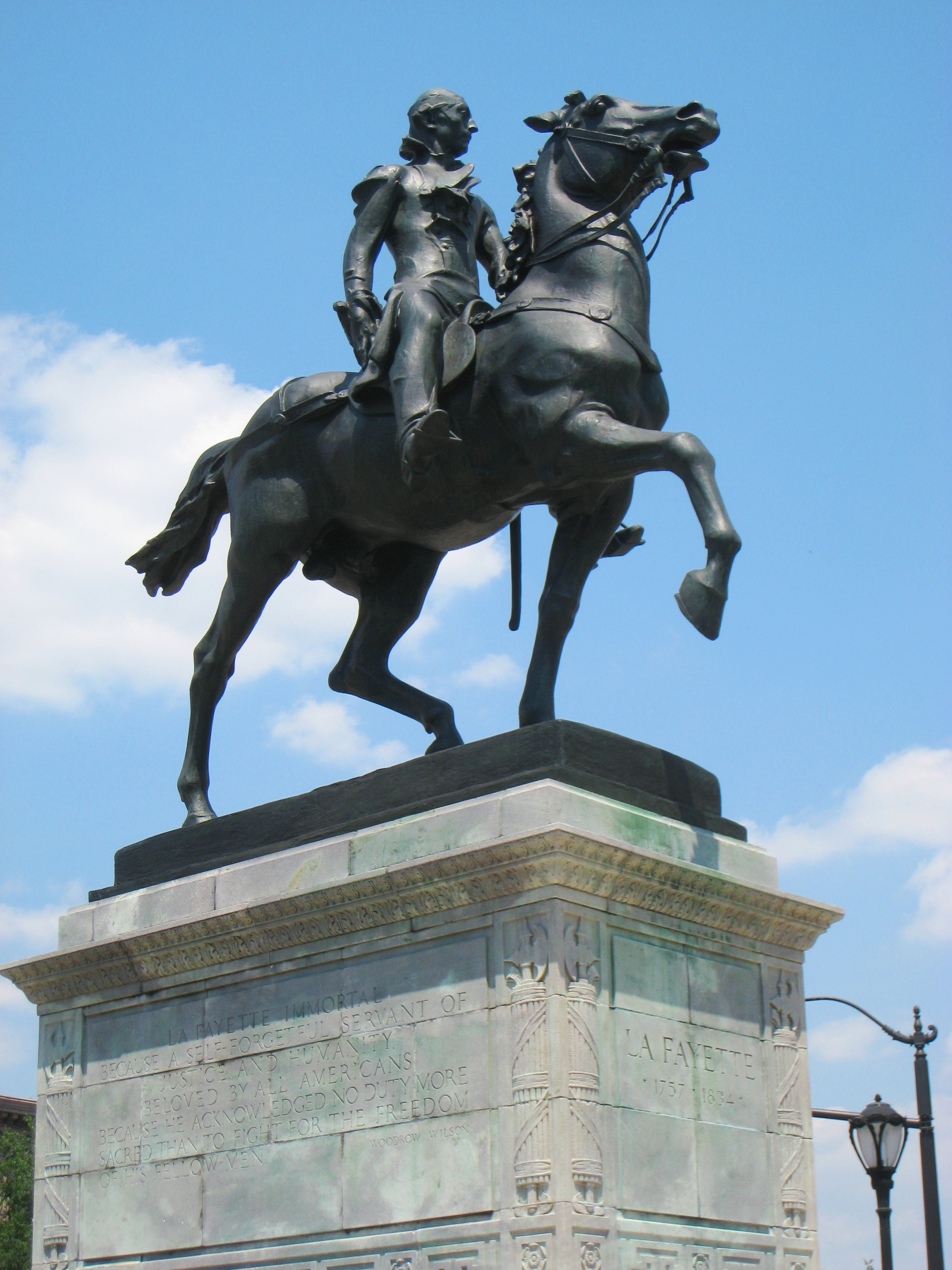
Estatua ecuestre del Monumento Lafayette.

- Puertas Memorial Vanderbilt  en la Iglesia de St Bartholomew, Nueva York, alrededor de 1900,
- General Lew Wallace, Capitolio, Washington D. C.

El 9 de abril de 1910 día de la inauguración de la estatua dedicada a Lew Wallace, estuvieron presentes diferentes personalidades entre otras el escritor James Whitcomb Riley.
- General Johnson, Saint Paul, Minnesota[4]
- Lincoln, Springfield, Illinois
- Lincoln, Providence, Rhode Island
- Lafayette, Baltimore
- Tristan e Isolda, Brooklyn Museum

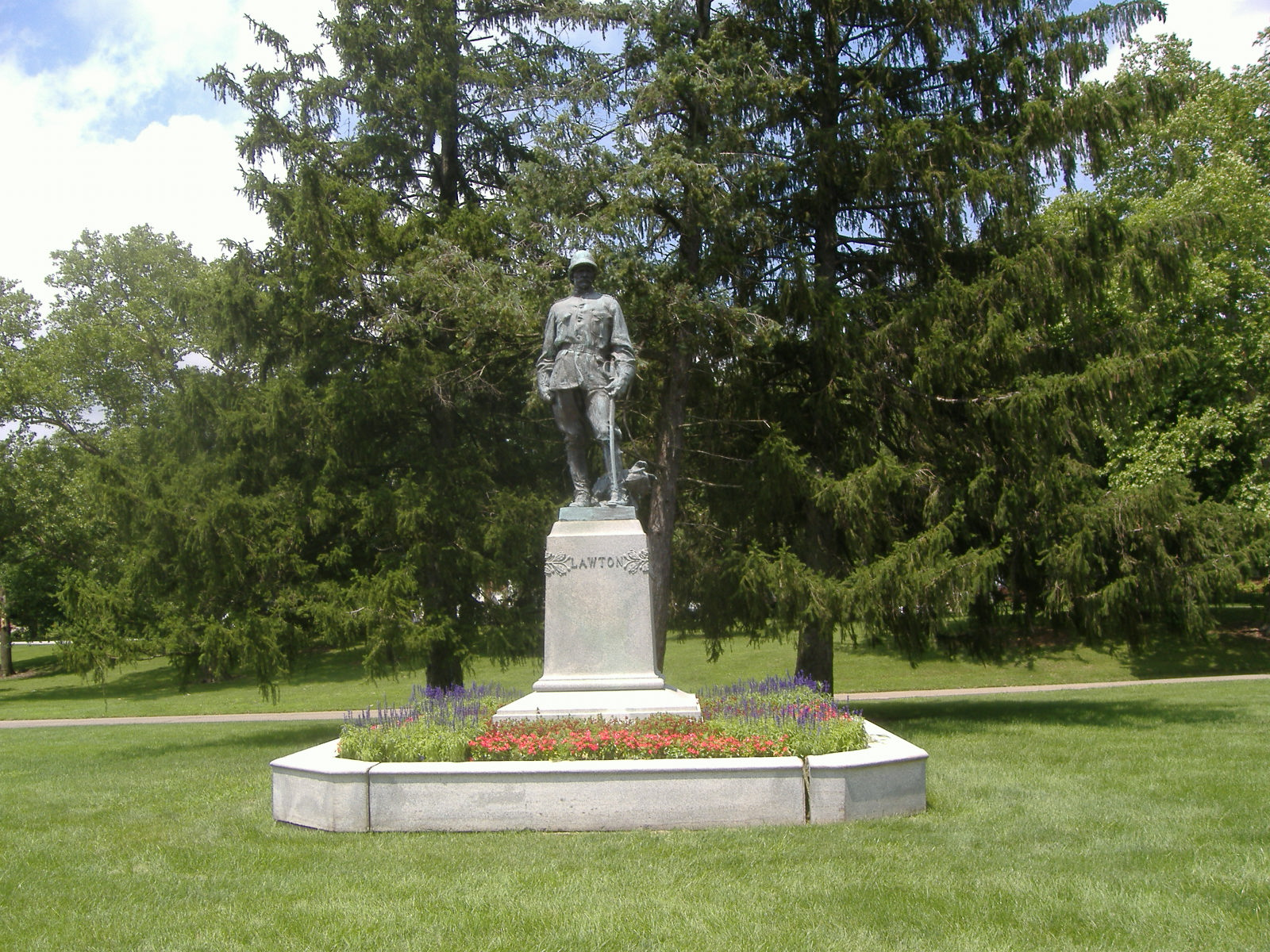
Estatua de Henry W. Lawton en Indianápolis.
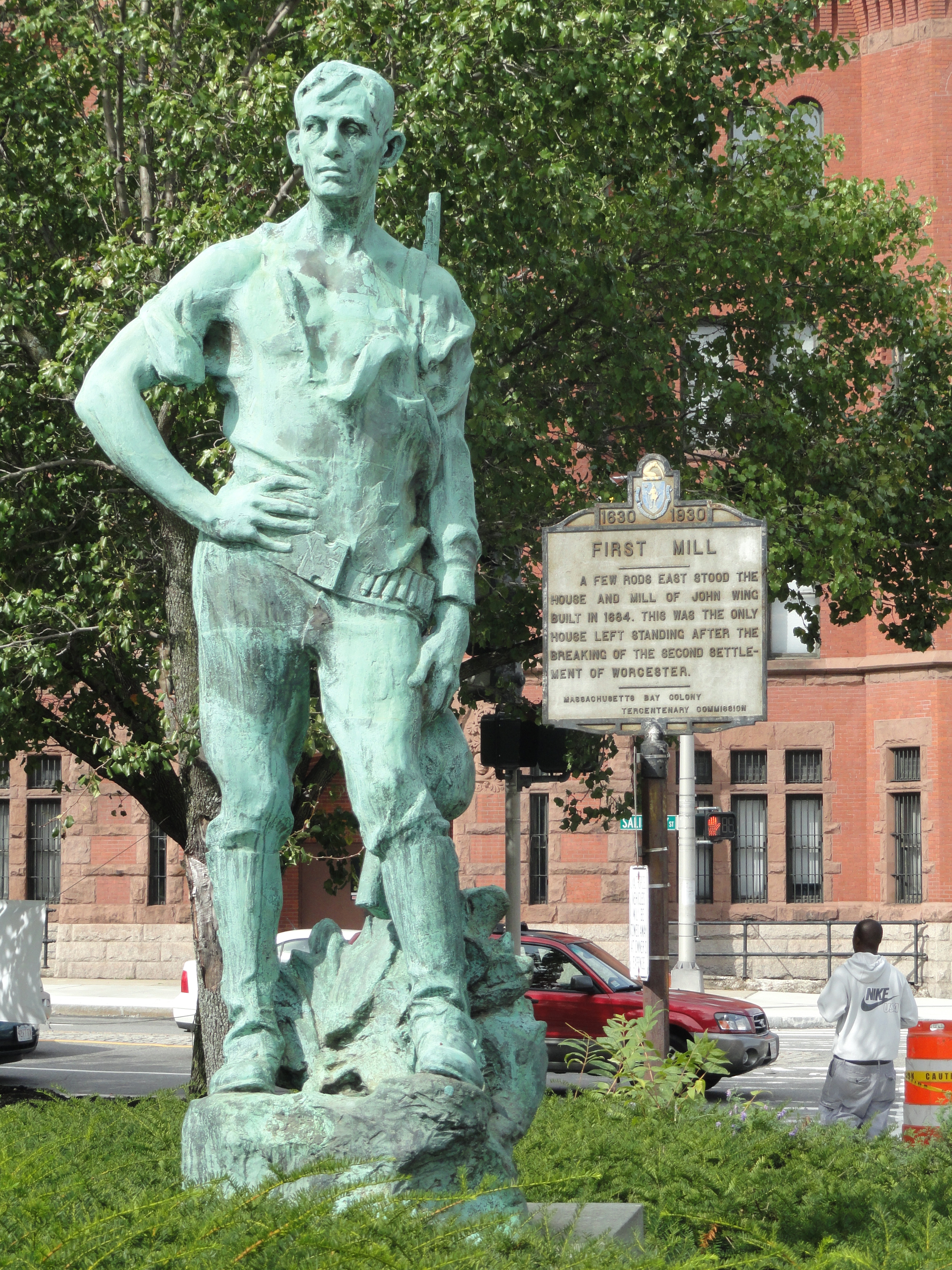
1898, en Worcester, Massachusetts